# 南佳孝
南 佳孝（みなみ よしたか、1950年〈昭和25年〉1月9日 - ）は、日本のシンガーソングライター・作曲家・音楽プロデューサー。
東京都大田区出身。明治学院大学卒業。
週刊誌『週刊平凡』1986年3月14日号に「シティーミュージックのパイオニア的存在」と書かれている。

## 略歴
子供の頃から兄や姉の影響で洋楽ばかりを聴いて育ち、中学時代には仲間と共にバンドを結成した。このバンドではジャンケンで負けたためドラムを担当したという。そして中学生の時点から既に「音楽で身を立てて生きていく」ことも決心していたという。また、明治学院大学在学中ジャズに傾倒していたことが後の曲作りに大きく影響している。
1972年にテレビ番組『リブ・ヤング!』（フジテレビ系）のシンガーソングライターコンテストで3位になり、翌1973年9月21日に松本隆プロデュースによるアルバム『摩天楼のヒロイン』でデビュー。この日、文京公会堂にて行われた“ラスト・ライヴを迎えたはっぴいえんど+α”のイベント「CITY-Last Time Around」への参加がデビューステージとなる。その後、ティン・パン・アレーの『キャラメル・ママ』やムーンライダースの『火の玉ボーイ』などに参加するなどし、1976年には自身による全作詞・作曲のアルバム『忘れられた夏』を発表する。1979年に発売された『モンロー・ウォーク』を郷ひろみが『セクシー・ユー』のタイトルでカバーし大ヒットした。
1981年の角川映画『スローなブギにしてくれ』の主題歌「スローなブギにしてくれ (I want you)」が売れたときに、テレビにも出演したが、「テレビは拘束時間が長い」と生意気な発言をしたため、テレビから声がかからなくなったという。その後は、他のアーティストへの楽曲提供やコラボレーション、プロデュース、映画音楽、CMソング、さらに音楽以外ではナレーションなどもこなす。
2019年3月、尾崎亜美とジョイントコンサートを行った。

## ディスコグラフィ

### シングル
1. おいらぎゃんぐだぞ / 眠れぬ夜の小夜曲（1973年）
  - シングルとアルバムではバージョンが異なる。アルバムバージョンはイントロが長い。因みにシングルバージョンは、『All Time Best 〜CUARENTA〜』がリリースされるまでどのベスト・アルバムにも収録されなかった。
  - 1998年に12cmCDシングルにて再発売。「眠れない夜の小夜曲」はアルバムと同一バージョン。
2. これで準備OK（シングルバージョン） / 忘れられた夏（シングルバージョン）（1976年9月1日）
3. ソバカスのある少女 / 風にさらわれて（1977年4月21日）
  - A面は南がゲストボーカルを務めたティン・パン・アレーの同曲のカバー。
4. 潮風通りの噂 / 朝もやの中を（1977年9月1日）
5. 日付変更線 / プールサイド（1978年7月21日）- A面曲の作詞は松任谷由実。2003年に発売された松任谷のアルバム『Yuming Compositions: FACES』には自身のセルフカヴァーが収録された。
6. クール・ダウン / THE TOKYO TASTE（1978年10月1日）- ※ラジ&南佳孝名義
7. モンロー・ウォーク / 渚にて（1979年4月21日、06SH-509）- A面は後に郷ひろみが「セクシー・ユー」として歌詞の一部と曲名を変えてカバーした。
8. 憧れのラジオ・ガール（シングルバージョン）/ 月に向かって（1980年4月21日、06SH-720）
9. 風にさらわれて / 夜の翼（1980年9月21日）
10. スローなブギにしてくれ (I want you) / ラプソディ（1981年1月21日、07SH-914）- A面は角川映画『スローなブギにしてくれ』主題歌。
11. 涙のステラ（シングルバージョン）/ オンリー・ユー（シングルバージョン）（1981年2月5日）
12. 羅針盤 / ラヴ・ファンタジー（1982年1月21日）- ポーラ サマーキャンペーン・イメージソング。
13. SCOTCH AND RAIN / DOWN BEAT（1982年4月21日）
14. 黒猫 (CHAT NOIR) / RIDE IN BLUE（1982年11月21日、07SH-1244）
15. 昼下がりのテーブル / 水の眠り（シングルバージョン）（1983年3月22日）- サントリー サマーギフト・イメージソング。
16. ビート / 曠野へ（1983年7月21日）- マクセル「オーディオバッテリー」イメージソング。
17. スタンダード・ナンバー / 眠りの坂道（1984年4月21日、07SH-1480）- A面は 全日空「'84 青春ブランド沖縄」イメージソング。松本隆作詞による男性目線の曲。女性目線の「メイン・テーマ」も参照。B面は薬師丸ひろ子のアルバム『古今集』への提供曲のセルフカバー。（歌詞の変更箇所あり）
  - 中森明菜がカバーアルバム『歌姫4 -My Eggs Benedict-』（2015年1月28日発売）でこの曲をカバーした。
18. 素敵なパメラ / ピース（1984年10月21日）
19. 二人のスロー・ダンス / 避暑地の出来事（1985年7月3日、07SH-1662）- TBS系ドラマ『夫婦生活』主題歌。
20. Yellow Chiristmas / くつ下の中の僕（1986年11月21日）- ※Pops All Stars名義
21. VIDEO CITY（シングルバージョン）/ 再会 (AGAIN)（1987年2月26日）- ナショナルショップイメージソング。
22. GIRL（シングルバージョン）/ A DAY（1987年5月2日）- A面は東宝映画『微熱少年』挿入歌。
23. Holiday Company / パーティーはすぐはじまりさ（1987年6月11日）- ※Pops All Stars名義
24. パレードは虹をわたる / St.Novenber（1987年10月21日）- A面はたかの友梨ビューティクリニックイメージソング。
25. Paradiso / CRAZY LOVE（1988年9月21日）- A面は東映映画『疵』主題歌。
26. 真夜中の虹 / カトマンドゥに雪が降る（1990年10月21日）- 1曲目はツムラ「カンポンコール」イメージソング。
27. 素顔 / 虹の時代（1991年3月21日）
28. どこか遠くへ / スローなブギにしてくれ (I want you)（1991年6月21日）- 2曲目はホンダ「シビック」イメージソング。
29. 風の旅人 / 鯨は泣いている（1992年2月1日）- 1曲目は北海道文化放送開局20周年記念番組「大地が響く〜アジア音の旅・18000キロ〜」主題歌。
30. Bottom Line / Losing（1992年11月21日）
31. 君の笑顔 / Desert Storm（1993年5月21日）- 1曲目は資生堂「エリクシール」イメージソング。
32. スローなブギにしてくれ (I want you) / 日付変更線 / モンロー・ウォーク（1993年10月1日）
33. MAIL OF LIFE / 夜間飛行（1996年4月6日）- 1曲目はフジテレビ系「THE WEEK」エンディングテーマ。
34. 逆光のポートレイト / 瞳を閉じずに見る夢（1998年2月1日）※12cmCDシングル
35. 冬のアメリカンチェリー / exile（1998年9月19日）※12cmCDシングル
36. 壊れたラブストーリー / こっけいなドライヴ（1999年4月1日）- 1曲目は東海テレビ系ドラマ『はるちゃん3』主題歌※最後の8cmCDシングル。
37. 遥かなディスタンス / サンクチュアリ / 海を見ている / モンロー・ウォーク2004（2004年5月21日）- 1曲目は佐川急便イメージソング※12cmCDシングル。
38. サクラの花よ（2011年3月23日）※配信のみ
39. ニュアンス / 熱い風（2018年1月24日）- 1曲目は『ラジオ深夜便』深夜便の歌。

### アルバム

#### オリジナル・アルバム
| 発売日                     | 規格           | 規格品番       | タイトル |
| トリオレコード             | トリオレコード | トリオレコード | トリオレコード |
| -------------------------- | -------------- | -------------- | --- |
| 1973年9月21日              | LP             | 3A-1005        | 摩天楼のヒロイン |
| CBS・ソニー                |                |                | |
| 1976年9月21日              | LP             | 25AH-60        | 忘れられた夏 |
| 1978年9月21日              | LP             | 25AH-530       | SOUTH OF THE BORDER |
| 1979年6月21日              | LP             | 25AH-733       | SPEAK LOW |
| 1980年5月1日               | LP             | 25AH-968       | MONTAGE |
| 1981年2月25日              | LP             | 27AH-1181      | SILKSCREEN |
| 1982年9月22日              | LP             | 28AH-1462      | SEVENTH AVENUE SOUTH |
| 1983年7月21日              | LP             | 28AH-1560      | DAYDREAM |
| 1984年6月21日              | LP             | 28AH-1743      | 冒険王 |
| 1986年2月26日              | LP             | 28AH-1994      | LAST PICTURE SHOW |
| 1987年6月3日               | LP             | 28AH-2189      | VINTAGE |
| 1988年9月21日              | LP             | 28AH-5127      | DAILY NEWS 1. Crazy Love 2. 甘い生活 3. 燃えた地図 4. Single Game 5. Yokohama Bay Blues 6. Backstroke Swimmer 7. Paradiso 8. Divorce 9. St. November 10. Traffic Jam 11. No Name Dogs 12. Daily News                                                                     |
| 1989年12月1日              | CD             | CSCL1066       | 東京物語 1. 東京物語（プロローグ） 2. 行きずりの恋 3. キャバレー 4. 無口な夢 5. Boy Meets A Girl 6. Monochrome City 7. 海辺の家 8. Son Of A Gun 9. Cheek Dance 10. 雪のクリスマス・カード 11. 親父 12. 東京物語（エピローグ）                                            |
| 1991年6月21日              | CD             | SRCL1959       | どこか遠くへ 1. 素顔 2. NAOMI 3. MONTE CARLO SAMBA 4. 陽のあたる風景 5. 虹の時代 6. 星の記憶 7. MAGIC OF THE MIDSUMMER 8. 葡萄色の町 9. MIDNIGHT EVE 10. UNCHAINED WOMAN 11. どこか遠くへ 12. 鯨は泣いている                                                             |
| 1992年11月21日             | CD             | SRCL2542       | NEW STANDARD 1. Losing 2. Bottom Line 3. Desert Storm 4. Prisoner 5. サヨナラゲーム 6. ファベーラの冬 7. Reserved 8. 地上の虹 9. 夏の夜明け |
| Kitty Records              |                |                | |
| 1996年4月25日              | CD             | KTCR-1369      | ANOTHER TOMORROW 1. Mail Of Life 2. 日付変更線 (New ver.) 3. 二人の波間 4. 夜間飛行 (New ver.) 5. 夜明けの扉 6. プールサイド (New ver.) 7. ピストル (New ver.) 8. I Love You 9. 上を向いて歩こう                                                                         |
| 1996年7月26日              | CD             | KTCR-1381      | FESTA DE VERAO 1. 太陽のメロディ (Melodia do Sol) 2. モンロー・ウォーク (New ver.) 3. TRISTEZA 4. 薔薇のグラス 5. I Love You (New ver.) |
| 1997年6月25日              | CD             | KTCR-1440      | SKETCH OF LIFE 1. 天使の日 2. 待つ女 3. …恋かもしれない 4. リオの少女 5. バンジー・ジャンプ 6. 青空 7. 聖夜 8. 魂のデート 9. 水のように風のように |
| キューンレコード           |                |                | |
| 1999年5月21日              | CD             | KSC2-275       | PURPLE IN PINK 1. 逆光のポートレイト 2. Rainy Blue 3. 冬のアメリカン・チェリー 4. 危険な関係 5. Holy Lei 6. まずはそれから 7. Fall In The City 8. 瞳を閉じずに見る夢 9. 壊れたラブ・ストーリー 10. こっけいなドライブ 11. exile                                          |
| ビクターエンタテインメント |                |                | |
| 2004年7月21日              | CD             | VICL-61441     | ROMANTICO 1. 遙かなディスタンス 2. Travelin' Man 3. 海を見ている 4. サンクチュアリ 5. Moonlight Splash 6. Maria Maria 7. Step To Heaven 8. 雨の魚 9. ホテルに棲む女 10. 恋は柘榴か無花果 11. ぼくらの夢 12. ソバカスのある少女 (Bonus Track) 13. Sail Away (Bonus Track) |
| キングレコード             |                |                | |
| 2011年6月22日              | CD             | KICS 1672      | SMILE & YES 1. この歌が届くのなら 2. 夜のプール 3. Immigration Man 4. 泣き顔のランデブー 5. Oh, Baby 6. 終わりのないfilm 7. 真夏の風 8. 愛・素直に 9. サクラの花よ 10. 気ままな一人暮らし 11. 真昼のビール 12. これからも I LOVE YOU                                     |
| CAPITAL VILLAGE            |                |                | |
| 2018年9月26日              | CD             | CVOV-10049     | Dear My Generation 1. Mystery Train feat. 斉藤和義 2. 柔らかな雨 3. 泣かない 4. Jazzy Night 5. トキメイテ feat. 太田裕美 6. 熱い風 7. はないちもんめ feat.斉藤和義＆Char 8. 恋するAngelina 9. ブンブン- Not Too Late 10. 寒い日に 11. 心の地図 12. ニュアンス            |

#### ベスト・アルバム
| 発売日         | 規格        | 規格品番     | タイトル |
| CBS・ソニー    | CBS・ソニー | CBS・ソニー  | CBS・ソニー |
| -------------- | ----------- | ------------ | --- |
| 1990年12月12日 | CD          | CSCL-1597    | 大航海図鑑 1. Monroe Walk 2. 素敵なパメラ 3. プールサイド 4. 日付変更線 5. Midnight Love Call 6. スタンダード・ナンバー 7. 雪のクリスマス・カード 8. Prom Night 9. Scotch And Rain 10. 真夜中の虹 11. Paradiso 12. Girl 13. スローなブギにしてくれ (I want you) 14. ブルーズでも歌って |
| 1993年9月22日  | CD          | SRCL-2713    | 夏の終りに僕は君を失う ※バラード・ベスト・アルバム 1. 夕陽追って 2. 忘れられた夏 3. COOL 4. 夜の翼 5. 風にさらわれて 6. 夜間飛行 7. 君の笑顔 8. Backstroke Swimmer 9. Chat Noir（黒猫） 10. Winter Square 11. ブルーメロディ 12. 風の旅人 13. どこか遠くへ 14. 鯨は泣いている 15. Simple Song 16. Losing |
| 1997年11月21日 | CD          | SRCL-4129    | the best 1. モンロー・ウォーク 2. 憧れのラジオ・ガール 3. 風にさらわれて 4. 羅針盤 5. SCOTCH AND RAIN 6. スタンダード・ナンバー 7. ソバカスのある少女 8. 日付変更線 9. プールサイド 10. 素敵なパメラ 11. ワンナイト・ヒーロー 12. 月夜の晩には 13. Paradiso 14. 忘れられた夏 15. Taste Of Honey 16. ブルーズでも歌って 17. Midnight Love Call 18. スローなブギにしてくれ (I want you) |
| 2001年10月11日 | CD          | MHCL-29      | DREAM PRICE 1000 南佳孝 モンロー・ウォーク |
| 2002年6月19日  | CD          | MHCL-128     | シングルズ 1978-1993 1. 潮風通りの噂 2. モンロー・ウォーク 3. 憧れのラジオ・ガール 4. スローなブギにしてくれ (I want you) 5. 羅針盤 6. SCOTCH AND RAIN 7. 昼下がりのテーブル 8. ビート 9. スタンダード・ナンバー 10. 素敵なパメラ 11. 二人のスロー・ダンス 12. Video City (Remix ver.) 13. GIRL 14. 真夜中の虹 15. 風の旅人 16. 君の笑顔 |
| 2003年12月17日 | CD          | MHCL-10004/5 | 30th STREET SOUTH ※ 2003年デジタルリマスター版 Disc1 1. おいらぎゃんぐだぞ 2. 眠れぬ夜の小夜曲 3. ピストル 4. これで準備OK 5. ジャングル・ジム・ランド 6. ブルーズでも歌って 7. 月夜の晩には 8. ソバカスのある少女 9. 風にさらわれて 10. 日付変更線 11. プールサイド 12. 夜間飛行 13. THE TOKYO TASTE 14. モンロー・ウォーク 15. Sleeping Lady 16. Marie, Come Back 17. 月に向って 18. 夜の翼 19. Midnight Love Call 20. クレッセント・ナイト 21. 涙のステラ Disc2 1. OVERTURE 2. スローなブギにしてくれ (I want you) 3. SCOTCH AND RAIN 4. COOL 5. 黒猫（シャ・ノアール） 6. 昼下がりのテーブル 7. 曠野へ 8. スタンダード・ナンバー 9. 眠りの坂道 10. PEACE 11. 冒険王 12. 避暑地の出来事 13. 突然炎のごとく 14. GIRL 15. 柔らかな午後 16. PARADISO (Remembered) 17. 東京物語（プロローグ） 18. BOY MEETS A GIRL 19. 雪のクリスマスカード |
| 2009年3月10日  | CD          | DQCL-1173    | 南 佳孝スーパー･ベスト |
| 2009年3月10日  | CD          | DQCL-2035    | 南 佳孝ベスト・オブ･ベスト |
| 2012年7月4日   | CD          | CVOV-10009   | All My Best ※ライブベスト 1. 君の笑顔 2. ソバカスのある少女 3. これで準備OK 4. Sleeping Lady 5. プールサイド 6. SCOTCH AND RAIN 7. 夜間飛行 8. 日付変更線 9. 二人のスロー・ダンス 10. 冒険王 11. 昼下がりのテーブル 12. 夜の翼 13. Midnight Love Call 14. スタンダード・ナンバー 15. Monroe Walk(モンロー・ウォーク) 16. スローなブギにしてくれ (I Want You) 17. Simple Song |
| 2012年9月18日  | CD          | CVOV-10020   | My Back Pages 〜All My BestⅡ〜 ※ライブベスト 1. 勝手にしやがれ 2. 終末（おわり）のサンバ 3. コンポジション・1 4. 口笛を吹く女 5. サマー・ミュージアム 6. Route88 7. Taste of Honey 8. キャバレー 9. 遙かなディスタンス 10. ジョンとメリー 11. Bottom Line 12. 柔らかな午後 13. Holy Lei 14. シルバー・シューズ 15. どこか遠くへ |
| 2013年9月25日  | CD          | MHCL-30176/9 | All Time Best 〜CUARENTA〜 <Disc 1> 1. 摩天楼のヒロイン 2. おいらぎゃんぐだぞ 3. ピストル 4. これで準備OK 5. ブルーズでも歌って 6. 月夜の晩には 7. ソバカスのある少女 8. 風にさらわれて 9. 朝もやの中を 10. 日付変更線 11. プールサイド 12. 夜間飛行 13. モンロー・ウォーク 14. Marie, Come Back 15. Lion Under The Moonlight 16. Simple Song <Disc 2> 1. 憧れのラジオ・ガール 2. 月に向かって 3. 夜の翼 4. Midnight Love Call 5. スローなブギにしてくれ (I want you) 6. 涙のステラ 7. 羅針盤 8. ラヴ・ファンタジー 9. SCOTCH AND RAIN 10. 黒猫（シャ・ノアール） 11. 昼下がりのテーブル 12. ビート 13. 曠野へ 14. スタンダード・ナンバー 15. 冒険王 16. 素敵なパメラ <Disc 3> 1. 二人のスローダンス 2. ダイナー 3. 再会AGAIN 4. VIDEO CITY 5. GIRL 6. Prom Night 7. Vacances Bleu 8. パレードは虹をわたる 9. PARADISO 10. BOY MEETS A GIRL 11. 親父 12. カマンドゥに雪が降る 13. どこか遠くへ 14. 鯨は泣いている 15. Desert Storm 16. 夕陽追って <Disc 4> 1. MAIL of Life 2. I Love You 3. 太陽のメロディ 4. 薔薇のグラス 5. 天使の日 6. バンジージャンプ 7. HOLY LEI 8. 遙かなディスタンス 9. サンクチュアリ 10. Maria Maria 11. 恋は柘榴か無花果 12. ぼくらの夢 13. この歌が届くのなら 14. 泣き顔のランデブー 15. これからもI LOVE YOU |

#### カバー・アルバム
1. NUDE VOICE（2001年2月21日）※ジャズスタンダード・カバー・アルバム
  - NIGHT AND DAY / SOMETHING TO WATCH OVER ME / CARAVAN / DREAM A LITTLE DREAM OF ME / (GET YOUR KICKS ON) ROUTE 66 / MY FUNNY VALENTINE / MANHA DE CARNAVAL / THE GIFT (RECADO) / LADY BLUE / HOW SWEET IT IS (TO BE LOVED BY YOU) / NATURE BOY / SKY BLUE / THE GIFT (RECADO) [Demo Version]
2. BLUE NUDE（2002年5月21日）※ボサノヴァ&ラテン・カバー・アルバム
  - One Note Samba / You Do Something To Me / So Nice (Summer Samba) / A Felicidade / Time Of The Season / Corcovado / So Danco Samba / You Never Can Tell / Antonio's Song / Laughter In The Rain / Paradiso / Midnight Love Call
3. Bossa Alegre（2006年6月21日）※南佳孝 with Rio Novo 名義
  - 君をのせて / 花の首飾り / ソバカスのある少女 / A列車で行こう (Take The'A'Train) / ノー・ノー・ボーイ / ガチョウのサンバ / シーサイド・バウンド / 第三の男 (The Third Man Theme) / プールサイド / エスターテ (Estate) / スムース・ウィンド / 月光海
4. ボクのこころ（2008年6月25日）※セルフバー・アルバム
  - モンロー・ウォーク / スローなブギにしてくれ (I Want You) / Route 134 / プールサイド / 憧れのラジオ・ガール / 夜間飛行〜日付変更線 / スタンダード・ナンバー / Scotch and Rain / 涙のステラ / おいらぎゃんぐだぞ / Midnight Love Call / Bate Calcada（モンロー・ウォーク）/ Esta Vida E Um Boogie Lento(スローなブギにしてくれ) / Chega de Saudade
5. camp（2008年12月24日）※南佳孝TAKIBI隊 名義
  - Groovin' / I can see clearly now / Don't let me be lonely tonight / (Sittin' on) The dock of the bay / ヤシの木の下で / I don't want to talk about it / Gimme little sign / 月に向かって / What's going on / Sleeping lady / スローなブギにしてくれ (I want you) / A whiter shade of pale
6. あの夏・・・(In Summer)（2010年7月7日）※ポピュラー&ラテンカバー・アルバム
  - Just the two of us / In Summer　(ESTATE) / Hearts / Ultima Batucada / Just the way you are / Mas Que Nada / If It’s Magic / Batucada / Blue Bossa / Meu Samba Torto / Rio de Janeiro Blue / Lapinha
7. SKETCH BOOK（2013年6月19日）※セルフ、ポビュラー、ボサノヴァ・カヴァー&オリジナル新曲
  - 恋のスケッチブック / アイム・ノット・イン・ラヴ / セン・コンプロミッソ / スプーキー / モンロー・ウォーク / マエストロ / おいしい水 / ヴィンセント / スローなブギにしてくれ (I want you) / ビリンバウ

#### コンピレーション・アルバム
- Alma（魂）〜南佳孝作品集（2013年10月23日）提供曲によるコンピレーション・アルバム
  1. これで準備OK（桑名正博）
  2. 黄色いかぶと虫（大滝裕子）
  3. モッキンバード（松田聖子）
  4. 星に乗って（RAJIE）
  5. 水の夢、水の眠り（森進一）
  6. メイン・テーマ（薬師丸ひろ子）
  7. 永遠に不滅のMr.Baseball（小林克也&ザ・ナンバーワン・バンド）
  8. 薔薇のグラス（RAJIE）
  9. ワン・マン・アーミー（THE 東南西北）
  10. まるでこわれたJUKE BOX（中村雅俊）
  11. つぶやきの音符（薬師丸ひろ子）
  12. 電話でデート（松田聖子）
  13. ストライプの雨の彼方（野村宏伸）
  14. セクシー・ユー（モンロー・ウォーク）（郷ひろみ）
  15. アフリカ象のボレロ（クロコダイル・パパ）
  16. 心離れるころ（ハイ・ファイ・セット）
  17. ポップアート（かせきさいだぁ）[注釈 1]
  18. ミッドナイト・ラブ・コール（石川セリ）
  19. パーティはすぐはじまりさ（Pops All Stars）
  20. SILENT SNOW（ブレッド&バター）

#### ライブ・アルバム
SHOWBOAT ⁄ TRIO
- 1973.9.21 SHOW BOAT 素晴しき船出（1974年1月15日）  –  LP:3A-1014 ※「風にさらわれて」「酔泥天使」「摩天楼のヒロイン」「ピストル」収録。

### その他の曲
- 火星のサーカス団（NHK『みんなのうた』1985年10月）
  - キューン・ソニーから1997年9月1日に発売されたCD『NHK みんなのうた さとうきび畑』に収録

## 作品

### 提供曲
石川セリ
- Midnight Love Call

石野陽子
- ジェラシーには鍵を

伊藤麻衣子
- 人の夢

岩崎良美
- LA WOMAN
- 東海岸（イーストコースト）

内田有紀
- 銀のペンダント
- 信号

大滝裕子
- 黄色いかぶと虫

大西結花
- チューリップの蕾
- 星屑を髪に飾って

風間杜夫
- MYSTERIOUS LADY
- MISTY BROADWAY

クロコダイル・パパ
- 哲学するマントヒヒ（作曲）- NHK『みんなのうた』

郷ひろみ
- セクシー・ユー（モンロー・ウォーク）

国生さゆり
- 砂まじりのトラベリンバス

小森まなみ
- 天使たちの夜

酒井法子
- 渚の眠り姫
- 秘密のガーデン

讃岐裕子
- 夕映えの帰り道
- 同じ海の前で

沢田研二
- シルクの夜
- SAYONARA

THE 東南西北
- ワン・マン・アーミー
- 誘惑のタッチ

SMAP
- 涙もろいWoman

高橋美枝
- エンゼル・フィッシュ

田原俊彦
- 君に伝えたいこと

中森明菜
- ヨコハマA・KU・MA
- 第7感（セッティエーム・サンス）

ハイ・ファイ・セット
- ラブストーリーはこれから - 資生堂「ベネフィーク」CMソング

原田知世
- クララ気分

藤原理恵
- ハーモニー ラヴ -『超獣機神ダンクーガ』挿入歌

藤真利子
- 坂道のオリビア
- 裏窓から
- 裸足の伯爵夫人
- Gemini Vs Capricorn

BLACK BABE
- ザ・サイン

松田聖子
- モッキンバード
- 電話でデート
- ガラス靴の魔女
- 不思議な少年
- 上海倶楽部
- Please Don't Go

松本伊代
- プリマドンナになれなくて
- ささやいてメロディアス

水谷麻里
- なかよしNo.1

三原順子
- ミスティー・ヒロイン
- ダウン・ビーチ

宮崎美子
- ワイルド・ハネムーン

薬師丸ひろ子
- メイン・テーマ
- スロー・バラード
- 眠りの坂道
- つぶやきの音符

安田成美
- 透明なオレンジ
- 夢の散歩

山瀬まみ
- Heartbreak Cafe
- ガラスの部屋
- Strange Pink
- Modern City

山本百合子
- ためらいにピリオド -『超獣機神ダンクーガ』挿入歌

芳本美代子
- ストライプのソックス

RAJIE
- 薔薇のグラス
- BLACK MOON

### 映画（作品）
- 女生徒（1979年）- 音楽
- スローなブギにしてくれ（1981年）- 音楽（第5回日本アカデミー賞優秀音楽賞 受賞）

## 出演

### テレビ出演
- 徹子の部屋（2018年6月5日、テレビ朝日 / テレビ朝日映像）※杉山清貴と共に出演。
- シティポップ・スタジオ（2024年11月10日、BS朝日）

### ラジオ出演
- ベイ エリア ランナーズ（FM横浜）
- NIGHT AND DAY（FM COCOLO）

### 配信ドラマ
- Break Out!（2004年10月6日 - 2005年1月12日、Toshiba Web Street）- 鈴木太郎 役

### 映画（出演）
- Break Out!（2005年1月22日）- 鈴木太郎 役